# ポート・ヘンリー駅
ポート・ヘンリー駅（英語：Port Henry Station）は、ニューヨーク州ポート・ヘンリー パーク・プレイス20にある駅。 全米各地を結ぶ旅客鉄道のアムトラックが乗り入れている。

## 概要
当駅は1888年にデラウェア・アンド・ハドソン鉄道（D＆H）駅として建てられた。1995年6月1日に国家歴史登録財に登録された。駅舎は、モリヤ高齢者センターだけでなく、待合室が併設されている。高齢者センターの管理人は、旅行者のための駅を開錠や閉錠する。

## 利用可能な鉄道路線／列車
アムトラックの停車する列車は下記の通り。
モントリオールとニューヨーク間の昼行国際列車アディロンダック…1日1往復停車